# Bliss (fotografi)
Bliss är namnet på ett fotografi, som var standardbakgrund i operativsystemet Microsoft Windows XP.
Bliss är en bild av en böljande grön kulle och en blå himmel med stackmoln och fjädermoln, som är tagen i vinodlingsområdet Los Carneros i Sonoma County i Kalifornien i USA i januari 1996. Den togs av den tidigare National Geographic-fotografen Charles O'Rear, som bodde i närliggande Napa Valley. Fotografiet togs med en analog kamera och är enligt O'Rear inte retuscherat i ett bildbehandlingsprogram.
Det har senare hävdats att bilden var världens mest sedda bild under den tid som Windows XP var det dominerande operativsystemet.
Efter det att bilden togs har det avbildade landskapet förändrats. Vinplantor har åter planterats på kullen och på fältet i bildens förgrund. Goldin+Senneby har tagit en nyare bild i sitt konstprojekt After Microsoft.

## Bildens historia

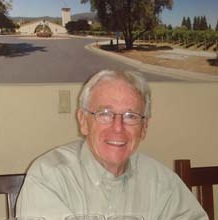
Charles O'Rear 2007

Charles O'Rear var en fredagseftermiddag i januari 1996 på väg från sitt hem i St. Helena i Napa Valley mot San Francisco. Han arbetade vid denna tid med ett bokprojekt om Kaliforniens vindistrikt, och var uppmärksam på fotomöjligheter just denna dag, eftersom en storm just hade passerat och de nyliga vinterregnen hade lett till att färgen på grönskan var ovanligt stark. Han körde längs Sonoma Highway då han såg en kulle i ett område som var avskalat från vinplantor sedan ett par år efter ett angrepp av vinlus. Han stannade för att ta färgbilder med sin Mamiya spegelreflexkamera, en mellanformatskamera, på ett stativ. Han lade in det i bildbyrån Corbis bildbank. Flera år senare valde Microsoft en digitaliserad version av bilden för att använda som skärmbild. Microsoft ville inte enbart få licens för bilden, utan också överta alla rättigheter till bilden. Charles O'Rear sålde dessa och överlämnade också originalfilmen till Microsoft.
Företaget namngav fotografiet och gjorde det till ett centralt element i sin marknadsföring för Windows XP. Det beskars marginellt för att passa till skärmproportionerna och för att mer markera bildens gröna fält.
År 2012 kommenterade David Clark i den brittiska tidskriften Amateur Photographer bildens estetiska kvalitet: "Den som är negativ till bilden skulle kunna hävda att bilden är karaktärslös och saknar en intresseväckande poäng, medan den som är positiv skulle kunna hävda att dess framställning av en ljus, klar dag i ett vackert landskap är i sig det intressanta motivet. Microsoft har aldrig berättat vad det var som gjorde att man valde ut denna bild. Clark menade att man kunde gissa: Den är tilltalande, lätt att uppfatta direkt och har inget som distraherar datoranvändaren från annat som kan finnas på skärmen. Den kan också ha valts därför att den är ovanligt inbjudande bild av ett verdant landskap och en som bidrar till att inge en känsla av välbehag för datoranvändare, som ju är bundna i sitt arbete inomhus vid skrivbordet.

## Goldin+Sennebys konstprojekt

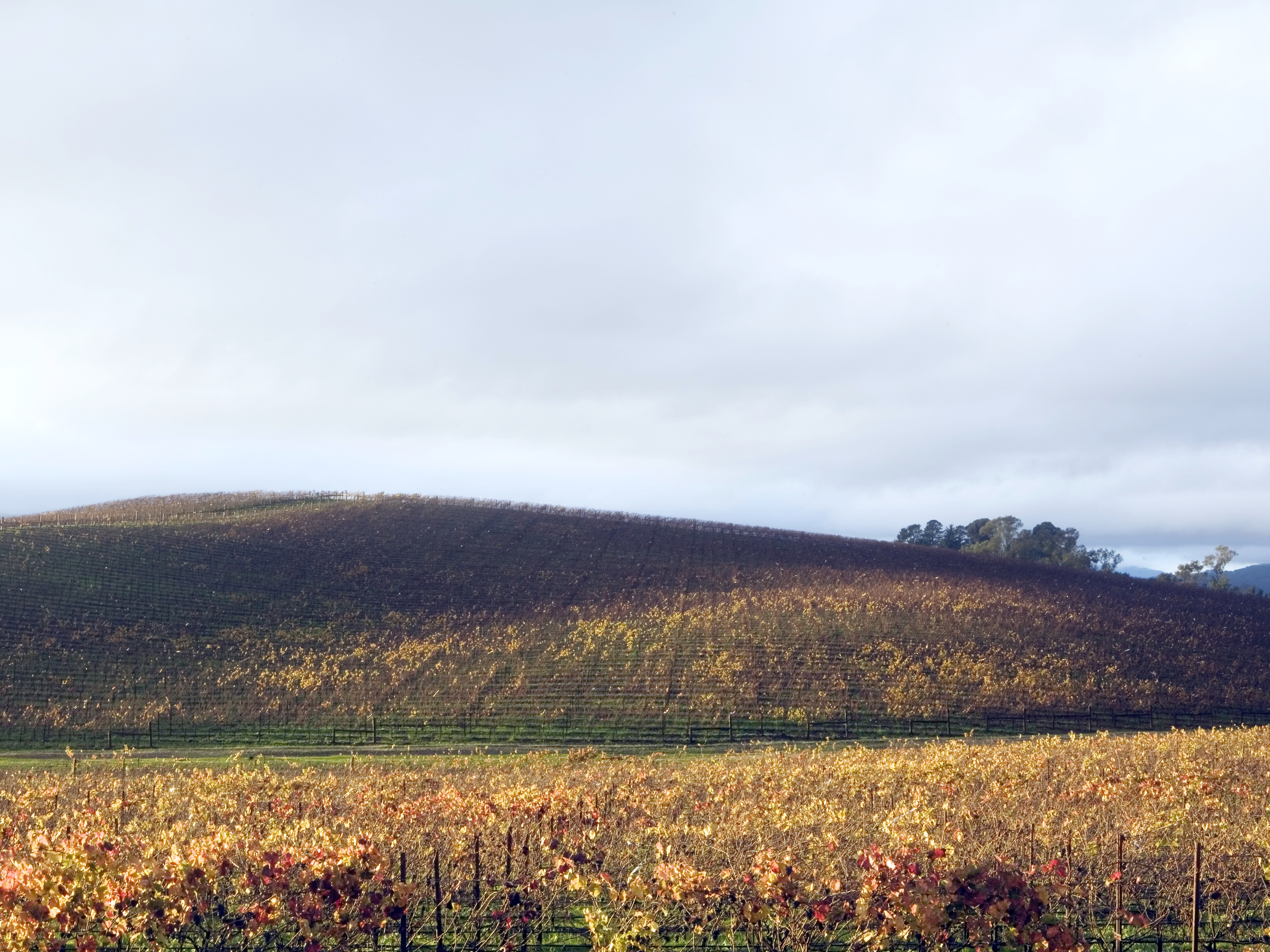
Goldin+Sennebys bild av samma motiv från november 2008

Goldin+Senneby besökte Sonoma Valley i november 2006 och fotograferade motivet med området fullt av vinplantor. Deras bild After Microsoft visades för första gången på utställningen Paris was Yesterday på Galleri La Vitrine i april 2007 och utställdes senare i Göteborg.